# アンティオコス3世 (コンマゲネ)
アンティオコス3世エピファネス（アンティオコス3せいエピファネス、Antiochus III Epiphanes、ギリシア語: Ἀντίοχος ὀ Ἐπιφανής）は、紀元前12年から紀元17年にかけてのコンマゲネ王国の支配者。彼は先代の王ミトリダテス3世とアイオータパの息子であり、母親を通してイラン系民族、ギリシャ人とメディア王国のルーツを引いていた。彼の両親はいとこ同士だった。
アンティオコス3世は紀元17年に死去するが、彼の死は当時政治的混乱の最中にあった王国に大きな問題を引き起こした。この状況の理由は不明だが、彼の子供であるアンティオコスとアイオータパが若すぎたため、父親の後を継ぐことができなかったからだと考えられている。そのため、王国の領土はいったんローマ帝国に編入される。